# Kronburg
Kronburg è un comune tedesco di 1 781 abitanti, situato nel land della Baviera.